# Hronsek
Hronsek es un municipio del distrito de Banská Bystrica en la región de Banská Bystrica, Eslovaquia, con una población estimada a final del año 2024 de 662 habitantes.
Se encuentra ubicado en la zona centro-norte de la región, cerca del río Hron —un afluente izquierdo del Danubio— y de la frontera con la región de Žilina.

## Demografía
| Año        | 1994 | 2004     | 2014    | 2024    |
| ---------- | ---- | -------- | ------- | ------- |
| Población  | 532  | 606      | 661     | 662     |
| Diferencia |      | +13,90 % | +9,07 % | +0,15 % |

| Año        | 2023 | 2024    |
| ---------- | ---- | ------- |
| Población  | 655  | 662     |
| Diferencia |      | +1,06 % |